# Fresne-le-Plan
Fresne-le-Plan è un comune francese di 609 abitanti situato nel dipartimento della Senna Marittima nella regione della Normandia.

## Società

### Evoluzione demografica
Abitanti censiti